# Karl Wehrli

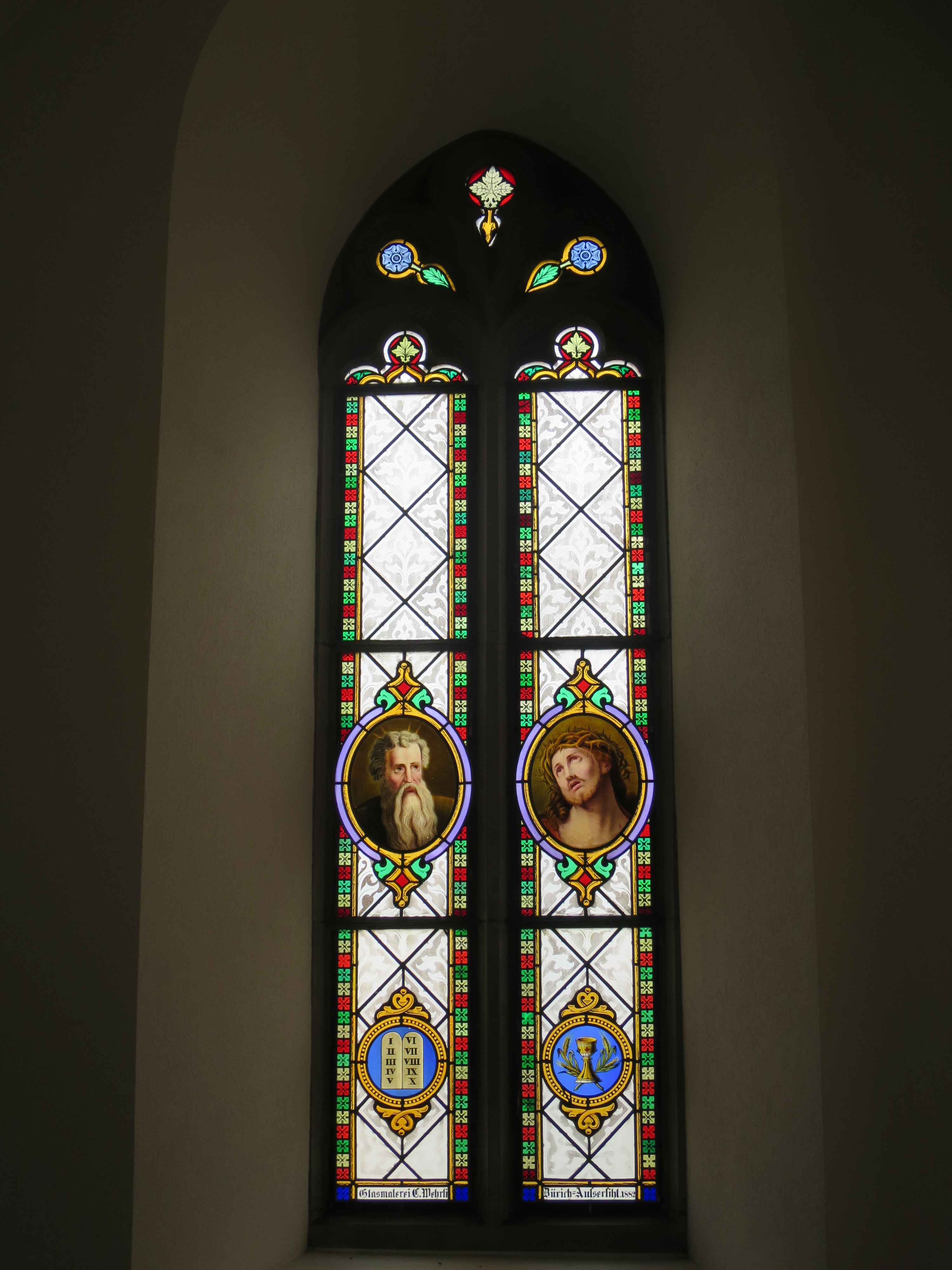
Chorfenster von Wehrli in der ref. Kirche Rorbas, 1882

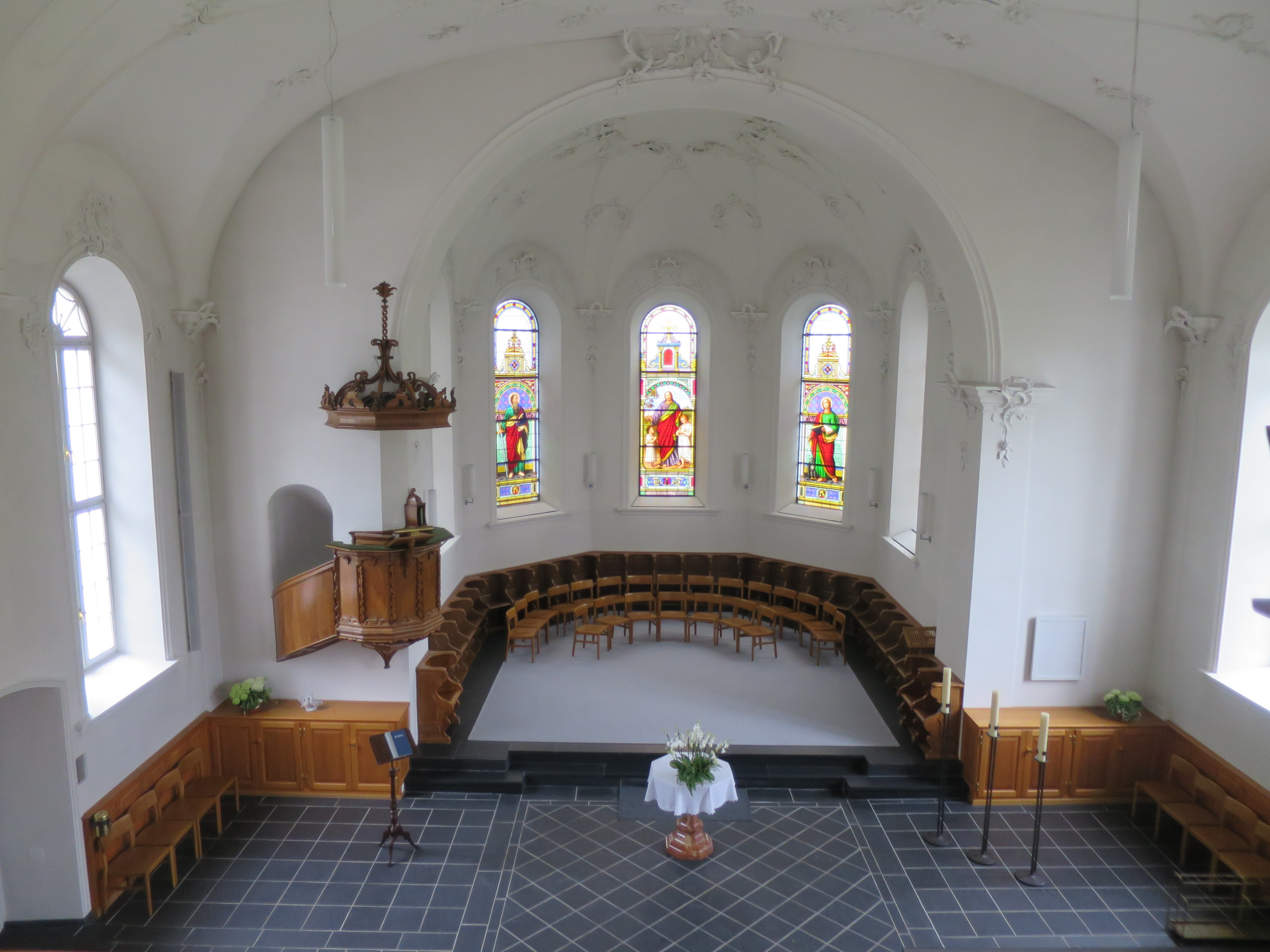
Blick in die ref. Kirche Ennenda mit Wehrlis spätnazarenischen Chorfenstern, 1885

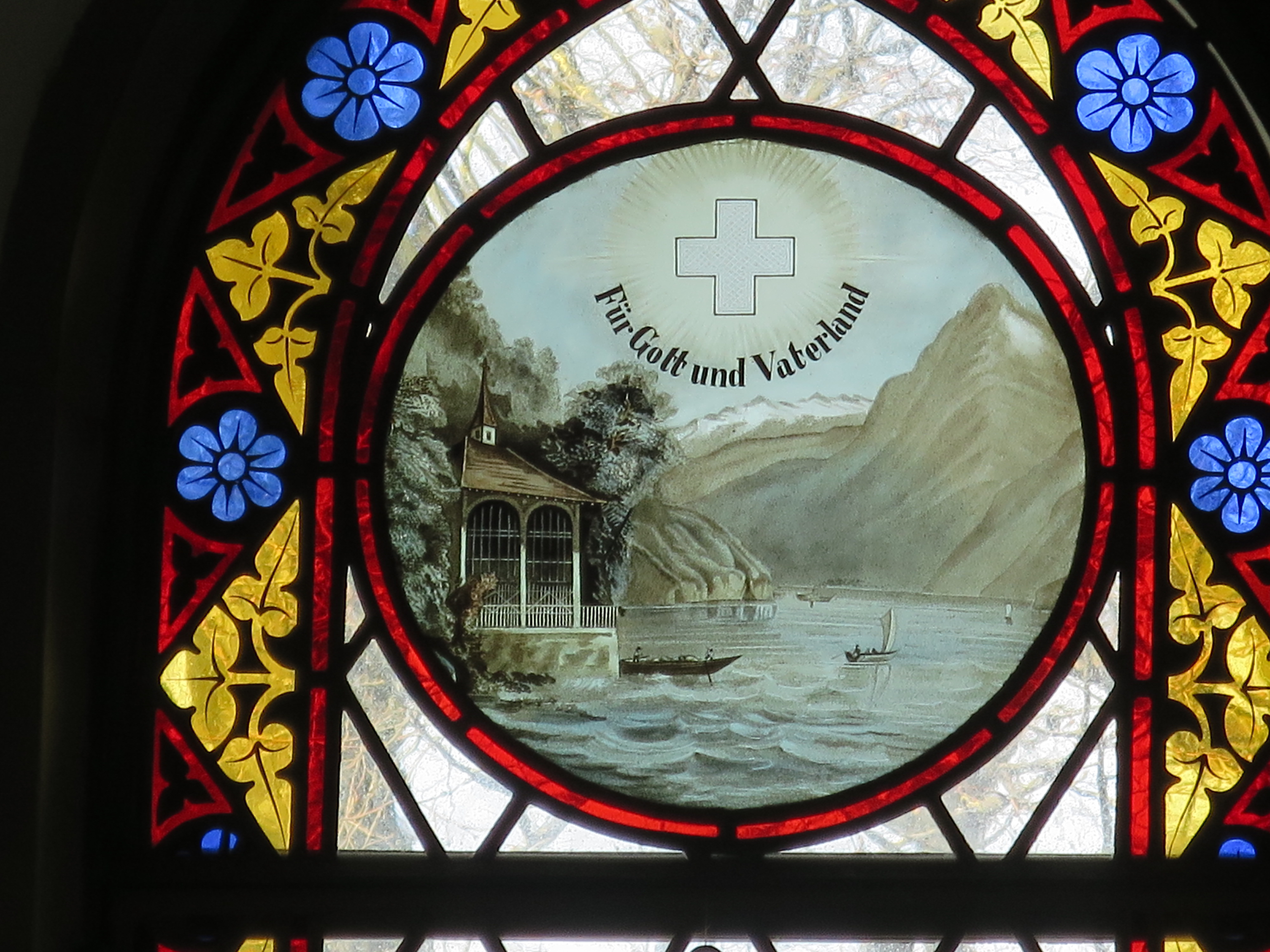
Wehrlis Religiös-patriotische Darstellung der Tellskapelle in der ref. Kirche Hüttlingen, 1891

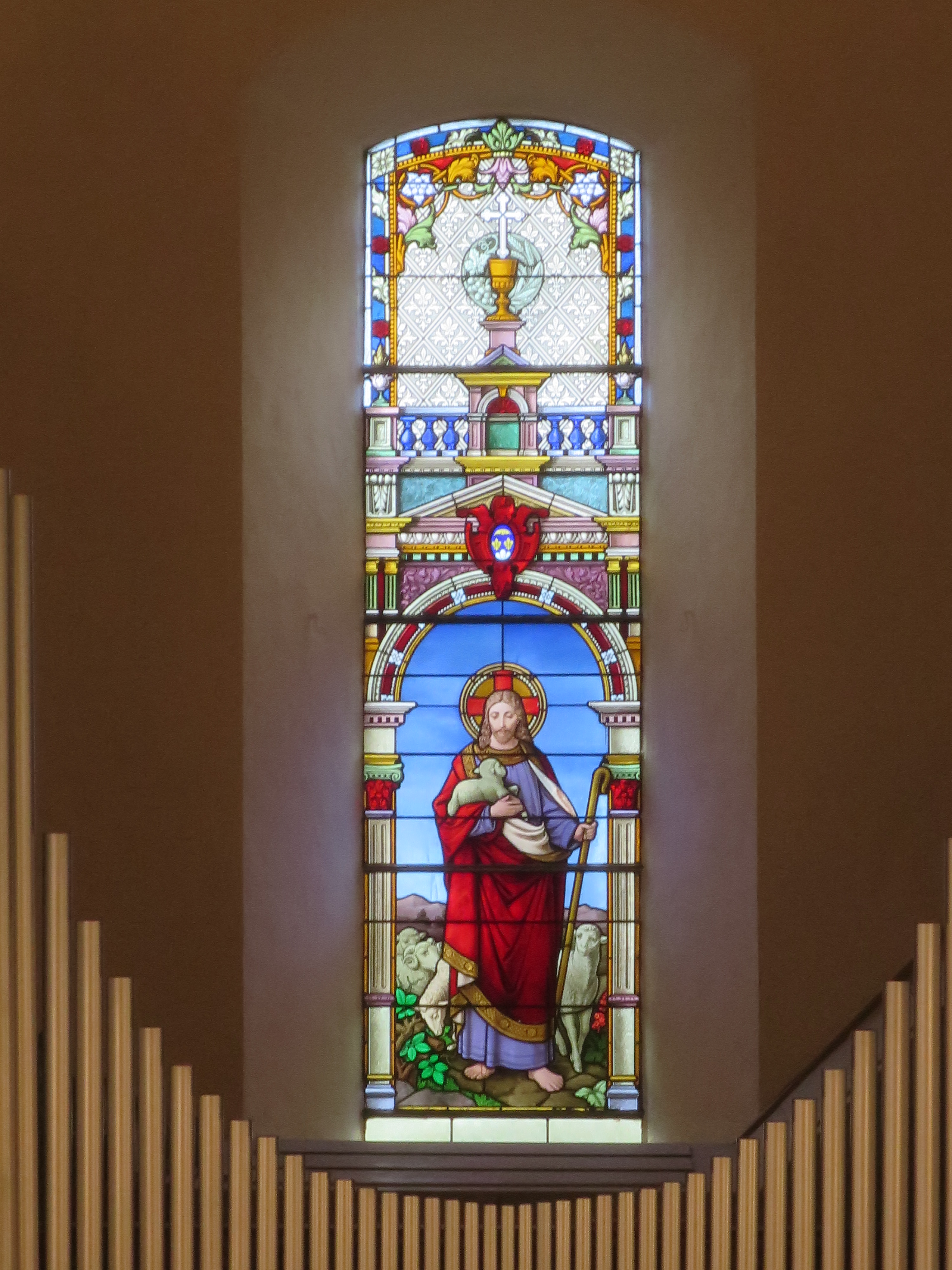
Wehrlis Christusfenster in der ref. Kirche Stadel, 1892

Karl Andreas Wehrli (* 9. Mai 1843 in Bühler AR; † 23. September 1902 in Dallenwil NW) war ein Schweizer Glasmaler des Historismus. Er pflegte den zeittypischen spätnazarenischen Stil, der Elemente der Neugotik und der Neorenaissance einschloss.

## Leben und Werk
Karl Wehrlis Familie war reformiert und stammte aus Küttigen im Kanton Aargau. Er selbst wuchs im Bühler im Kanton Appenzell Ausserrhoden auf. 1869 heiratete er in Zürich Anna Louise Scheller.
1865 gründete Wehrli ein Glasmalerei-Atelier in Zürich am Neumarkt. In der Zwinglistadt wurde die sakrale Glasmalerei im Zuge der Romantik und des Historismus als eine auch nach reformierten Massstäben zulässige kirchliche Kunstform wiederentdeckt. Andere Vertreter dieser Blütezeit der Zürcher Glasmalerei waren Louis Hérion und Friedrich Berbig. Das bedeutendste Atelier gehörte Johann Jakob Röttinger und gelangte nach dessen Tod 1877 in Wehrlis Hände, wurde jedoch 1887 von Röttingers Sohn, dem Glasmaler Georg Röttinger zurückgekauft. 1877 bis 1883 wirkte der Röttinger-Schüler Adolf Kreuzer als Geschäftsführer. 1879 verlegte Wehrli sein Atelier ins Arbeiterquartier Aussersihl, an die später nach ihm so benannte Glasmalergasse 5. Wehrli war schweizweit und überkonfessionell tätig, und schuf Glasmalereien für reformierte, katholische und jüdische Sakralbauten. 1902 starb er während der Realisierung eines grossen Glaszyklus’ in Dallenwil. Zu Wehrlis Schülern gehörten unter anderem Richard Arthur Nüscheler und seine Söhne Eduard und Karl Wehrli der Jüngere.

## Werke (Auswahl)
- 1896: Reformierte Kirche Tegerfelden AG, zwei Farbglasfenster mit Christus-Darstellungen (abgegangen)
- 1874: Reformierte Kirche Wangen ZH, ornamentale Farbglasfenster
- 1877: Katholische Kirche St. Georg Unterendingen AG, ein Farbglasfenster
- 1878: Reformierte Kirche Oberburg BE, Farbglasfenster (Zyklus 1905 von Karl Wehrli d. J. erweitert)
- 1878/1891: Reformierte Kirche Wigoltingen, acht ornamentale Farbglasfenster
- 1879: Katholische Kirche Welfensberg TG, acht figurale Farbglasfenster
- 1880: Reformierte Kirche Hirzel, Farbglasfenster (heute im Staatsarchiv Zürich)
- 1880: Farbglasfenster mit Bildnis von Wilhelm Tell, heute im Landesmuseum Zürich
- 1881: Katholische Kloster- und Pfarrkirche St. Michael (Paradies) TG, zwei Fenster mit Portrait-Medaillons von Heiligen
- 1881: Katholische Pfarrkirche St. Martin Altnau TG, figurale Farbglasfenster
- 1882: Reformierte Kirche Rorbas, ornamentale Farbglasfenster und Portrait-Medaillons von Christus und Moses
- 1884: Synagoge Zürich-Löwenstrasse ZH, ornamentale Farbglasfenster
- 1885: Reformierte Kirche Ennenda GL, drei figurale Farbglasfenster: Christus als Kinderfreund, Paulus, Johannes der Evangelist
- 1887: Reformierte Kirche Schwerzenbach ZH, ein figurales Farbglasfenster (abgegangen)
- 1889: Katholische Pfarrkirche Bösingen FR, Farbglasfenster
- 1891: Reformierte  Alte Kirche Zürich-Fluntern ZH, Portrait-Medaillons von Martin Luther und Huldrych Zwingli
- 1891: Reformierte Kirche St. Andreas Hüttlingen TG, Farbglasfenster
- 1891/1896: Reformierte Kirche Morges VD, zwei Farbglasfenster
- 1892: Reformierte Kirche Stadel ZH, mehrere ornamentale und ein figurales Farbglasfenster: Christus
- 1892: Reformierte Kirche Luchsingen GL, Portrait-Medaillons von Martin Luther und Huldrych Zwingli
- 1892: Jüdische Abdankungshalle Zürich-Friesenberg ZH, ornamentale Farbglasfenster
- 1894 / 1896: Synagoge La Chaux-de-Fonds NE, ornamentale Farbglasfenster
- 1895: Katholische Pfarrkirche Dussnang, acht figurale Farbglasfenster
- 1895: Katholische Pfarrkirche Saint-Maurice Barberêche FR, Wappenscheiben
- 1896: Hotel Schweizerhof Luzern, ornamentale Farbverglasung des Wintergartens
- 1896/1899: Reformierte Kirche Wil (Dübendorf) ZH, vier Farbglasfenster: Christus, Paulus, Johannes Evangelist, Moses (eingelagert)
- 1899: Katholische Kapelle St. Fridolin Ruggell, Fürstentum Liechtenstein, figurale Farbglasfenster
- 1900: Paritätische Friedhofskapelle Chur GR, ein Farbglasfenster
- 1902: Katholische Kapelle St. Joseph Altdorf UR, ornamentale Farbglasfenster
- 1902: Katholische Pfarrkirche St. Lautrentius Dallenwil NW, vierzehn figurale Farbglasfenster nach Plänen von Joseph Schilter